# Hengstdijk
Hengstdijk es una localidad del municipio de Hulst, en la provincia de Zelanda (Países Bajos). Está situada unos 26 km al suroeste de Bergen op Zoom.
Tuvo municipio propio hasta 1936.